# Couche de Knudsen
La couche de Knudsen décrit la région proche d'une interface solide-gaz ou liquide-gaz pour laquelle le milieu situé à l'extérieur peut être décrit par les équations de Navier-Stokes. Dans le cas d'un gaz, dans cette région épaisse de quelques libres parcours moyens, on sait trouver des solutions approchées de l'équation de Boltzmann. On établit ainsi des équations de saut qui sont des relations entre une variable et sa dérivée normale à la surface. Ces équations deviennent des conditions à la limite pour la région décrite par les équations du continu,,,.

## Position du problème
Au voisinage de toute interface solide-gaz ou liquide-gaz, une région de quelques libres parcours moyen raccorde la paroi et une distribution des vitesses et des énergies imposée par celle-ci d'une part, et le milieu externe d'autre part, milieu décrit par une distribution de type Chapman-Enskog, proche de la statistique de Maxwell-Boltzmann, caractéristique des écoulements décrits par les équations de Navier-Stokes.
Toutefois, l'étendue de cette région de l'espace est faible devant le rayon de courbure de la surface et on la suppose également faible devant toute dimension caractéristique portée par l'éventuelle ligne de courant qui jouxte cette surface. Ceci autorise une approche unidimensionnelle du problème.

## Interaction pariétale
L'interaction d'un atome ou d'une molécule avec une paroi solide ou liquide est un problème difficile. Dans la pratique on se contente de décrire deux cas extrêmes pour les particules :
- une réflexion spéculaire, équivalente à une condition de symétrie, et conduisant à un glissement (vitesse parallèle à la paroi non nulle) s'il existe un écoulement ;
- une réflexion diffuse dans laquelle la particule est renvoyée aléatoirement et de manière isotrope avec une distribution maxwellienne des vitesses à la température de paroi qui est une donnée du problème. Cette composante est la cause du ralentissement de la vitesse.

On attribue un poids à la réflexion diffuse : le coefficient d’accommodation, un nombre compris entre 0 et 1. La part de la réflexion spéculaire est le complément à 1. Cette quantité est strictement positive, une réflexion totalement spéculaire étant dénuée de sens physique puisqu'elle correspond à une symétrie, donc en fait à l'absence de paroi.
Pour les énergies internes on définit de la même façon un second coefficient d’accommodation donnant la fraction de particules réémises conformément à la statistique de Boltzmann à la température de paroi. Ce second coefficient est généralement confondu avec le premier, sauf dans les cas où l'on dispose de données précises issues d'expériences utilisant des faisceaux de particules à faibles vitesses représentatives du problème ou de calculs d'interactions à l'échelle locale.

## Résolution du problème
L'équation de Boltzmann est résolue dans le domaine compris entre la paroi et une hauteur arbitraire h à laquelle on suppose valide les équations du continu. On connait les conditions à la limite supérieure : il s'agit de paramètres du problème. Par ailleurs le bas du domaine obéit aux relations décrites ci-dessus.
La résolution est obtenue :
- soit en écrivant des relations de conservation pour les flux de particules montantes et descendantes prises séparément (masse, quantité de mouvement et énergie) ;
- soit en utilisant la méthode de Grad[8].

Au premier ordre on montre que la pression est inchangée. Ce résultat permet d'obtenir l'effort transmis à la paroi, identique à celui qui serait produit en l'absence de la couche de Knudsen. Les autres résultats sont des relations de saut liant la variable à sa dérivée en haut du domaine. Pour des particules sans énergie interne on obtient :
- pour la vitesse

{\displaystyle u(h)={\sqrt {\pi }}\,{\frac {2-\theta }{2\theta }}{\frac {1}{p\beta }}\left.{\frac {\partial u}{\partial y}}\right|_{h}}
- pour la température

{\displaystyle T(h)-T(0)={\sqrt {\pi }}\,{\frac {2-\theta }{2\theta }}{\frac {\beta T}{p}}\lambda \left.{\frac {\partial T}{\partial y}}\right|_{h}}
avec
{\displaystyle y} axe normal à la paroi,
{\displaystyle u} vitesse parallèle à la paroi,
{\displaystyle \theta } coefficient d’accommodation,
{\displaystyle \beta ={\sqrt {\frac {m}{2kT}}}}
{\displaystyle p} pression,
{\displaystyle \lambda } conductivité.
Ces relations deviennent des conditions aux limites pour les équations de Navier-Stokes. Elles sont appliquées à la paroi : la couche de Knudsen est « écrasée ». Cela suppose bien entendu qu'elle soit de très faible épaisseur.
Numériquement les sauts deviennent très faibles dès que la pression s'approche de la pression normale. C'est la justification de l'hypothèse traditionnelle pour les équations du continu : vitesse nulle à la paroi, température du gaz égale à celle de la paroi. 
Cette approche peut être généralisée au cas d'un gaz comportant plusieurs espèces et des énergies internes.